# История США (1945—1964)
В истории США 1945—1964 годы были периодом экономического роста и процветания. В политическом отношении это был период холодной войны, противостояния великих держав-победительниц во Второй мировой войне, и триумфа Движения за гражданские права чернокожих, которое покончило с законами о расовой сегрегации в южных штатах.
Активная внешняя политика США в этот период имела целью подъём Европы и Азии из руин и сдерживание экспансии коммунистической идеологии из СССР и Китая. Вначале США и СССР втянулись в гонку ядерных вооружений. Затем сформировались два противостоящих в Европе военных блока, НАТО и организация Варшавского договора. США участвовали в двух кровопролитных войнах, корейской и вьетнамской. Из них первая закончилась через несколько лет разделением противоборствующих сторон на Корейском полуострове, а вторая, более продолжительная, истощила силы США и завершилась в 1970-х годах поражением их союзников в Южном Вьетнаме.
В то же время экономика США переживала период бурного роста, уровень заработной платы возрастал, фермеры мигрировали в города. Белый дом занимали преимущественно демократы Гарри Трумэн (1945—1953 гг.), Джон Кеннеди (1961—1963 гг.) и Линдон Джонсон (1963—1969 гг.), но большую часть 1950-х годов президентом оставался республиканец Дуайт Эйзенхауэр (1953—1961 гг.). Конгресс также преимущественно контролировали демократы, но это не помогло им проводить либеральные законы, так как в законодательном собрании доминировала «консервативная коалиция». Лишь во второй половине 1960-х годов её оттеснила в оппозицию «либеральная коалиция», которая провела законы о строительстве Великого общества.

## Холодная война

### Начало

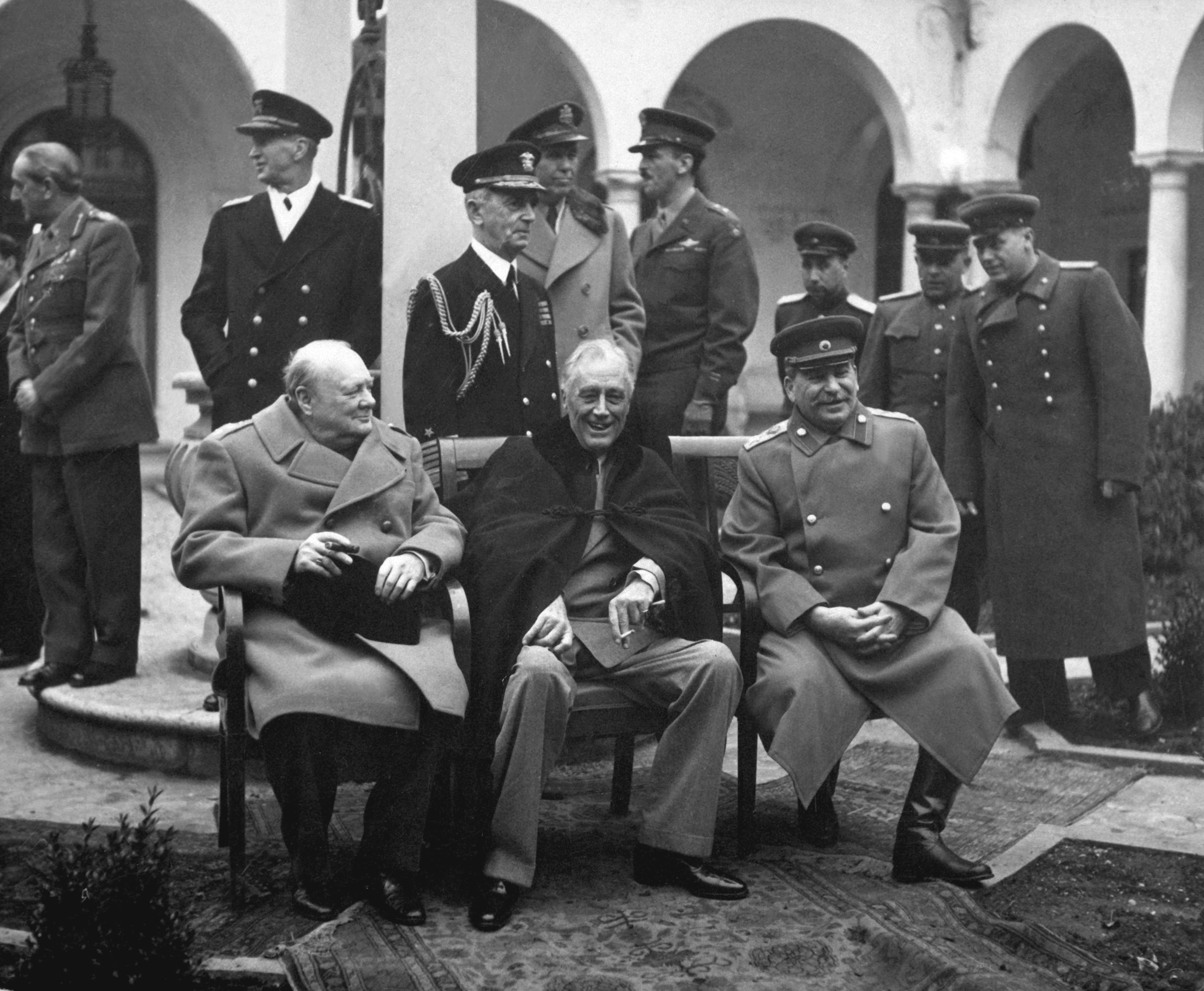
«Большая тройка» лидеров союзных держав в Ялте. Слева направо: У. Черчилль, Ф. Д. Рузвельт, И. В. Сталин

В мае 1945 г. советские, американские, английские и французские войска оказались в центре Германии. Разделявшая их линия к 1947 г. превратилась в железный занавес холодной войны. В Азии коммунисты к 1944 г. захватили Китай, а в 1950 г. попытались объединить под своим управлением Корею. В 1954 г. последовала очередь Вьетнама. Одновременно США, оказавшись после Второй мировой войны мировой сверхдержавой, сформировали сеть военных блоков во всем мире.
Фундаментальные различия в представлениях, сложившихся в СССР и США о принципах устройства послевоенного мира, оставляли мало возможностей для достижения компромисса. ООН, которая была создана для достижения политических соглашений и предотвращения войн, не смогла справиться с этой задачей. США отвергали колониализм и тоталитарное управление, придерживаясь политики, декларированной в Атлантической хартии: самоопределение наций, свободный мировой рынок, восстановление Европы. Президент Ф. Д. Рузвельт считал, что его личные отношения с И. В. Сталиным помогут преодолеть разногласия между СССР и США, но президент Г. Трумэн относился к этой идее скептически.
В СССР также отвергали либерально-демократические принципы Запада и свои интересы усматривали в сдерживании капитализма у своих границ и границ союзных стран. Советский лидер И. В. Сталин был полон решимости присоединить к СССР прибалтийские республики, нейтрализовать Финляндию и Австрию, установить просоветские режимы в оккупированных советскими войсками Польше, Румынии, Чехословакии, Венгрии, Восточной Германии и Болгарии. Поначалу он сотрудничал и с югославским лидером Иосипом Броз Тито, но впоследствии они стали врагами. Уинстон Черчилль, который к тому времени уже ушел в отставку, в 1946 г. обвинял Сталина в нарушении ялтинских соглашений и возрождении Российской империи.

### Сдерживание и эскалация
Во второй половине 1940-х годов главной геополитической доктриной США в отношении СССР стало сдерживание. Считалось, что для предотвращения экспансии коммунизма необходимо создавать непреодолимые препятствия в каждой точке соприкосновения с Советами до тех пор, пока советская власть не развалится изнутри. Эта политика была озвучена президентом Г. Трумэном в его послании к Конгрессу в марте 1947 года и получила известность как доктрина Трумэна. На её проведение президент просил выделить 4 миллиарда долларов. В это время в Греции шла инспирированная коммунистами гражданская война, неспокойно было также в Турции и Иране, и Трумэн считал, что без срочной американской помощи эти страны неминуемо станут коммунистическими. Изоляционисты в Конгрессе потерпели поражение, и к маю законопроект Трумэна стал законом. Греция и Турция получили военную и экономическую помощь на общую сумму 400 миллионов долларов.
Чтобы восстановить разрушенную войной экономику Германии, Японии и других стран, ставших полем боя во время Второй мировой войны, в 1948 году США начали выполнение плана Маршалла, выделив для этого 12 миллиардов долларов. СССР и его союзники в этом плане не участвовали и ответили на него блокадой Западного Берлина, который превратился в анклав глубоко внутри территории Восточной Германии, тогда оккупированной советскими войсками. США и Великобритания в 1948-49 годах были вынуждены наладить снабжение города воздушным транспортом.
Под руководством госсекретаря США Дина Ачесона в 1949 году была создана Организация Североатлантического договора (НАТО). Сталин ответил на это интеграцией экономик восточноевропейских стран, своим аналогом плана Маршалла, испытанием собственной атомной бомбы и подписанием в феврале 1950 года альянса с Китайской Народной Республикой, коммунистический лидер которой, Мао Цзэдун, приехал для этого в Москву. Европейский военный альянс коммунистических стран, организация Варшавского договора, была создана к 1955 году.
Ввиду продолжавшейся экспансии коммунизма, администрация Трумэна начала разрабатывать планы на случай войны, которые, в частности, предусматривали выделение значительных средств на перевооружение армии, поддержание военных баз вблизи от советских границ и разработку термоядерного оружия. Аналогичные меры были приняты в Советском Союзе. Кроме того, США оказали помощь Франции в ведении войны во Вьетнаме против Вьетминя, а впоследствии поддерживали правительство Южного Вьетнама.

### Корейская война
С одобрения Сталина войска Северной Кореи в 1950 г. вторглись в Южную Корею. Президент Трумэн решил на этот раз перейти к стратегии отбрасывания и послал туда американские войска, которые высадились близ города Инчхон под флагом ООН. Армия Северной Кореи была разгромлена, и американские войска перешли в наступление на территории агрессора. Однако северных корейцев поддержали сотни тысяч бойцов из Китая, которые отбросили американцев назад к 38-й параллели, разделявшей Север и Юг Кореи. Здесь война перешла в позиционную. В избирательной кампании 1953 г. Дуайт Эйзенхауэр резко критиковал администрацию Трумэна за «Корею, коммунизм и коррупцию», обещал лично поехать в Корею и закончить непопулярную в США войну. Став президентом, Эйзенхауэр пригрозил корейцам применением ядерного оружия и вынудил пойти на переговоры. Война стоила жизни 33 тысячам американцев, 100 тысяч было ранено.

### Антикоммунизм и маккартизм: 1947-54 гг.

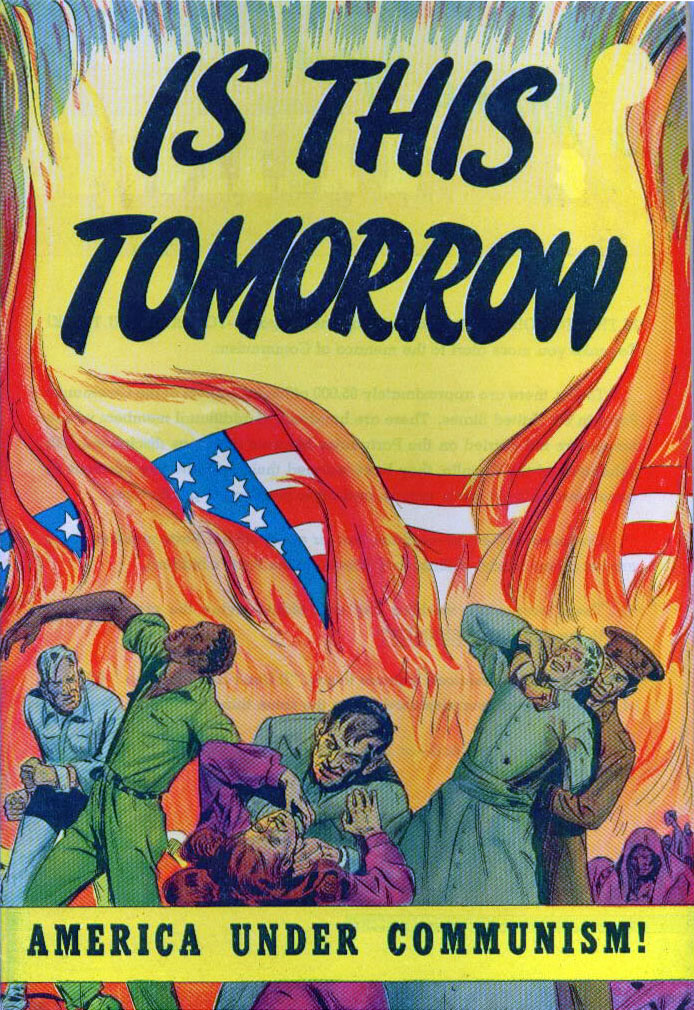
Это наше завтра? Буклет 1947 г., изданный Образовательным обществом католической гильдии, описывал возможные последствия захвата коммунистами власти в США.

Ещё в 1947 гг., задолго до начала известной политической кампании сенатора Маккарти, Конгресс принял закон о балансе интересов менеджмента и профсоюзов, в котором, в частности, оговаривалось, что коммунисты не могут быть законными профсоюзными лидерами. Многие либералы того времени, включая будущего президента Рональда Рейгана, представлявшего интересы Гильдии актёров кино, приветствовали этот явно не либеральный закон, в то время как левые, попавшие под давление политических репрессий, на президентских выборах 1948 г. поддержали кандидатуру Генри Уоллеса.
В печально известной Комиссии по расследованию антиамериканской деятельности центральную роль играл другой будущий президент США, а в ту эпоху ещё молодой конгрессмен Ричард Никсон. Одним из её решений был заключен под стражу как шпион коммунистов один из высших советников покойного президента Рузвельта А.Хисс, а антикоммунизм с тех пор стал мощным политическим оружием. Уже к 1950 г. Никсон был избран сенатором, а в 1952 г. — вице-президентом.
Когда антикоммунистические настроения на волне известий о наступлении коммунистов в Китае и Корее в 1950 г. достигли пика, ранее малоизвестный сенатор из Висконсина Джозеф Маккарти начал парламентское расследование по шпионажу в правительственных кругах. Работая на прессу, Маккарти использовал резкие и неосторожные выражения, вызывая на себя эффектные контратаки со стороны политических противников. В частности он называл все годы правления Рузвельта «двадцатью годами измены» и обвинял руководство вооруженных сил США за то, что коммунистом оказался служивший в медицинских войсках дантист. Резкость Маккарти даже вынудила президента Эйзенхауэра назначить ему цензоров. Ирландские католики (в том числе Уильям Бакли и семья Кеннеди), к которым принадлежал Маккарти, преимущественно поддерживали его. Особенно рьяным сторонником Маккарти был Джозеф Кеннеди, побудивший своего сына Роберта работать вместе с Маккарти.
Атаки маккартистов на Голливуд привели к составлению «черных списков», попавшие в которые лишались работы по подозрению в связях с коммунистами. Некоторые известные люди покинули страну (в том числе Чаплин), другие работали под псевдонимом (как Далтон Трамбо). Под пресс расследований и репрессий попали также преподаватели университетов и школьные учителя.

### Администрации Эйзенхауэра и Кеннеди

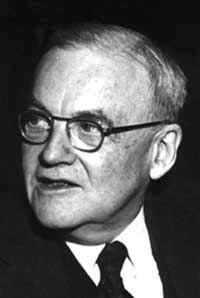
Джон Фостер Даллес

В 1953 г. Сталин умер, а в США к власти пришел президент Эйзенхауэр, который закончил Корейскую войну, но политика холодной войны была продолжена. Доминантной фигурой американской внешней политики в этот период стал госсекретарь Джон Фостер Даллес. Он окончательно отказался от трумэновской стратегии сдерживания и инициировал программу «освобождения» от мирового коммунизма, которая, как минимум, заключалась в его отбрасывании. Основными чертами новой внешнеполитической доктрины стали готовность к массированному возмездию, подавляющее превосходство США в ядерных вооружениях и тайная разведка. Сам Даллес называл свой подход балансированием на грани.
В 1957 г. Америка пережила неожиданный и драматический шок, разрушивший её уверенность в собственном технологическом превосходстве. СССР побил США в космической гонке и первым вывел на околоземную орбиту искусственный спутник Земли. За этим поражением в 1961 г. последовало новое: полет первого советского космонавта, и лишь в 1969 г. США смогли вырваться вперед, осуществив обещания президента Кеннеди высадить астронавтов на Луну.
Ощутив советскую угрозу у себя над головой, в конце 1950-х годов американцы также обнаружили, что СССР заключил союз с Кубой, где Фидель Кастро победил в ходе кубинской революции 1959 г. В октябре 1962 г. холодная война достигла своей самой опасной точки, когда из-за решения Н. С. Хрущёва разместить на Кубе советские ракеты разразился Карибский кризис.
Одним из слабых мест советской зоны влияния была Восточная Германия, откуда тысячи людей бежали в Западный Берлин каждую неделю. В 1961 г. просоветские власти ГДР соорудили вокруг западной части Берлина знаменитую стену, ставшую символом железного занавеса. Для коммунистов это было поражением на пропагандистском фронте, но помогло удерживать под своим контролем восточногерманское население. Ещё сильнее ослабил мировой социалистический лагерь советско-китайский раскол, но США сумели воспользоваться им в своих интересах лишь после 1969 г., когда президентом стал Ричард Никсон, начавший китайско-американский диалог и в 1972 г. лично посетивший эту страну.
В 1956 г. на грани раскола оказался НАТО. Во время Суэцкого кризиса США выступили против Англии и Франции, пытавшихся взять под свой контроль Суэцкий канал, национализированный египетским президентом Насером.
В 1958 г. США послали свои войска в Ливан, пытаясь предотвратить там гражданскую войну. Администрация Эйзенхауэра тратила также большие средства и посылала сотни своих военных инструкторов в Южный Вьетнам. Активно работало в эти годы ЦРУ, особенно в Иране и в Гватемале.

## «Общество изобилия» и «Другая Америка»

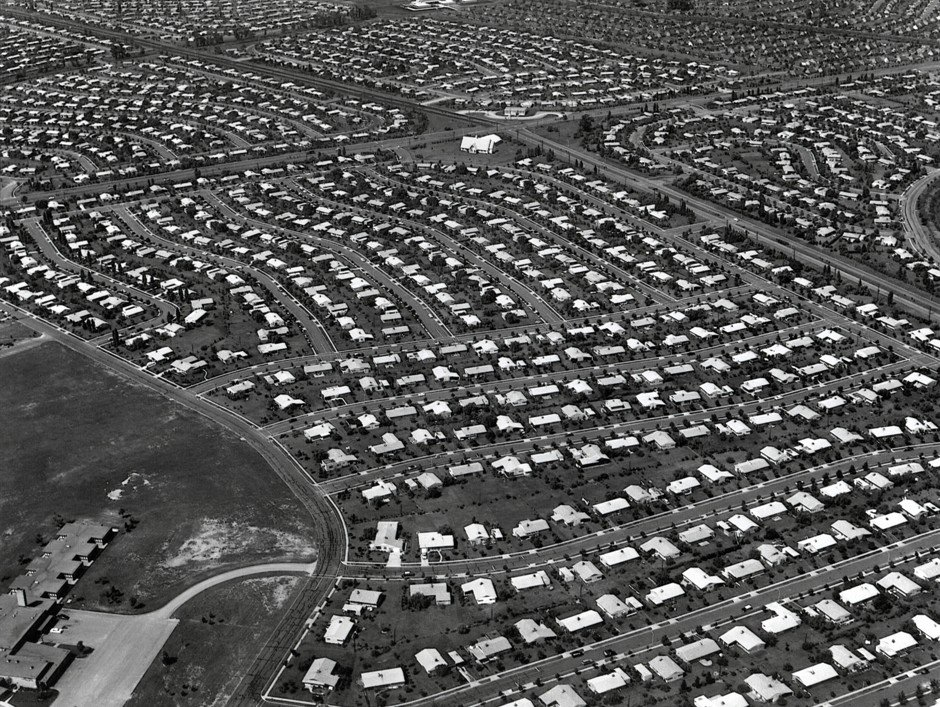
Пригород Филадельфии, аэрофотосъемка, около 1959 г.

Для американцев послевоенные годы были в целом эпохой стабильности и процветания. Перевод экономики с военного на мирное производство в интересах массового потребителя совершился практически мгновенно. Поскольку уровень жизни в городах был в среднем выше, чем в сельской местности, сельское население непрерывно сокращалось, и фермеры массами переселялись в города.
Массовое потребление, рост пригородов и экономики в целом маскировал, однако, тот факт, что процветание в США по-прежнему распространялось не на всех. Даже в 1950-х годах многие американцы жили в бедности, особенно пожилые и цветное население. Уровень заработной платы возрастал, частные дома становились все больше, школы все лучше, все больше появлялось автомобилей и бытовой техники, пылесосов, стиральных машин, телевизоров. Горничные и кухарки в это время из домов среднего класса практически исчезли. Прислуга осталась только в очень богатых домах. Массовым явлением стал водопровод с горячей водой и центральное отопление. Мебель новой моды была дешёвой, броской, светлой окраски и не тяжелой. В 1946—1960 гг. потребление возросло на 42 %, а валовой национальный продукт — на 36 %. Общее количество домохозяйств выросло с 43,3 до 56,1 миллиона, на 23 %, но их средние доходы от 3940 до 6900 долларов, в номинальном выражении — на 43 %, а с учётом инфляции — на 16 %. Если в прошлом владение домом и ценными вещами, путешествия, длительные отпуска и развлечения были доступны лишь для богатых, то теперь они стали обычными для широких масс населения США. В этот период было построено более 21 миллиона жилых домов, так что к 1960 г. 52 % горожан проживало в собственных домах. В 1957 г. из всех электрифицированных домов 96 % имели холодильники, 87 % — посудомоечные машины, 67 % — пылесосы, 18 % — морозильники, 12 % электрическую или газовую сушилку, 8 % — кондиционеры. Около 72 % домовладений к 1960 г. имело автомобиль.
Рабочая неделя в 40 часов была установлена законом и для наемных работников к 1960 г. стала практически всеобщей. Фермеры и владельцы мелкого бизнеса, хотя и работали дольше, также сократили свой рабочий день. Коллективными трудовыми договорами к 1957 г. были оговорены оплачиваемые отпуска (обычно не более трех недель). К началу 1960-х годов практически повсеместно оплачивался отдых в выходные и праздничные дни. Как правило, работники рассчитывали также занимать своё рабочее место в течение всей жизни. Значительные улучшения отмечались в сфере здравоохранения и пенсионного обслуживания. Частные пенсионные фонды покрывали к 1959 г. две трети фабричных рабочих и три четверти офисных работников. Больничные листы оплачивали для 86 % фабричных и 83 % офисных работников. Из них 59 % и 61 % соответственно имели медицинскую страховку.
Для населения пригородов, в которых к 1960 г. проживало около трети американцев, была характерна повышенная мобильность. Поэтому автопромышленники Детройта производили все больше автомобилей. В конце 1940-х годов сначала в пригородах Нью-Йорка, а затем и других больших городов началось плановое строительство целых районов массовой малоэтажной застройки из домов, предназначенных для одной семьи. Послевоенный беби-бум, приведший к внушительному росту американских семей, стимулировал их быстрое заселение, а наличие всех городских коммуникаций и близость городских центров гарантировали семье высокий уровень жизни.

## Движение за гражданские права
По окончании эпохи Реконструкции многие штаты приняли дискриминационные законы Джима Кроу, согласно которым в США была введена расовая сегрегация, а афроамериканцы стали гражданами второго сорта. Решением по процессу Плесси против Фергюсона 1896 г. Верховный суд США подтвердил соответствие Конституции дискриминационных законов, принятых штатами. Путём введения образовательного, имущественного и других цензов штаты ввели также ограничения и на избирательные права цветного населения, в результате чего на американском Юге менее 10 % его могло участвовать в выборах.

### Браун против Совета по образованиюи «массовое сопротивление»
После Второй мировой войны Верховный суд принял ряд новых решений, в частности по делу Браун против Совета по образованию города Топика (Канзас) 1954 г., в котором признал противоречащим Конституции расовую сегрегацию в образовании. За этими решениями последовала массовая кампания цветного населения, которое бойкотировало автобусы, устраивало сидячие забастовки, собрания и демонстрации, пытаясь добиться от белых все новых уступок в борьбе за свои конституционные права.
Многие сенаторы и конгрессмены считали решения Верховного суда нелегитимными. Губернатор штата Алабама Джордж Уоллес даже использовал национальную гвардию, чтобы воспрепятствовать проникновению цветных в школы для белых. Аналогичные меры были приняты и в Миссисипи. В некоторых городах власти использовали против демонстрантов полицейских собак и водометы. Многие выступавшие были арестованы. Однако президент Эйзенхауэр вывел национальную гвардию из подчинения штатов и распорядился привлечь войска для исполнения решения Верховного суда.

### Организации борцов за гражданские права

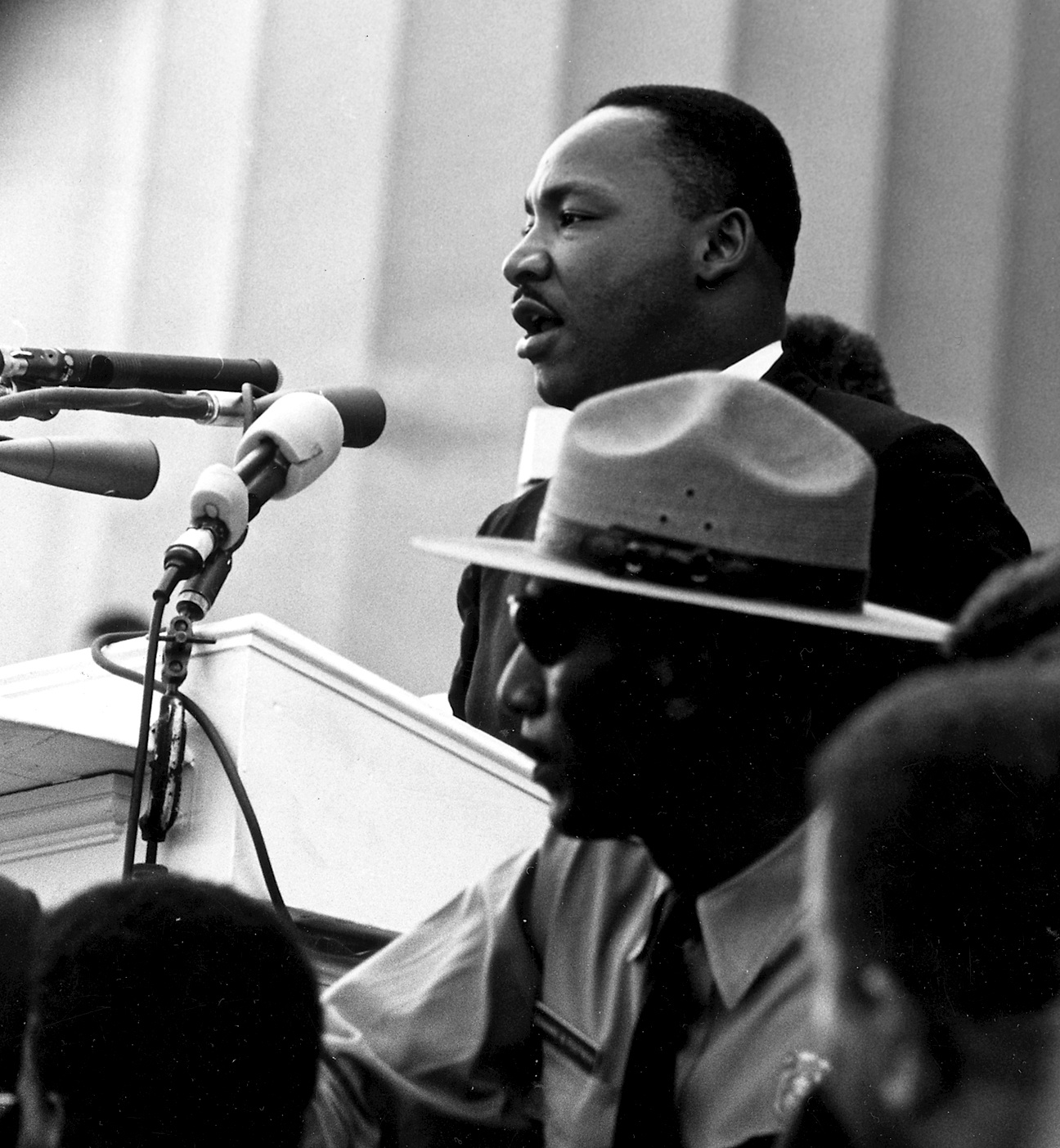
Мартин Лютер Кинг выступает на митинге в 1963 г.

Протесты против расовой сегрегации не были организованы из единого центра. Хотя они имели массовый характер, они отражали общее настроение цветного населения, использовавшего в разных местах разные способы его выражения. Некоторые группы и отдельные активисты, такие как Малкольм Икс, выступали за «черную власть», то есть создание особых политических и культурных институтов, отражавших интересы чернокожего населения, чёрный сепаратизм или даже вооруженное восстание. Другие придерживались ненасильственных методов и ограничивались привлечением внимания общественного мнения, используя средства массовой информации. Лидерами в массовых движениях цветного населения были религиозные деятели, такие как Мартин Лютер Кинг, Человек 1963 года по версии журнала Time и лауреат Нобелевской премии мира. Активную роль в этих движениях играли также студенты и учащиеся семинарий. Существовавшие и ранее культурные и политические организации цветных, такие как Национальная ассоциация содействия прогрессу цветного населения, разрослись, появилось множество новых, которые нередко сливались, объединяя свои фонды и усилия в поддержке массовых протестов, в том числе юридической, и в обучении лидеров своего движения.
Администрация президента Кеннеди поощряла ликвидацию расовой сегрегации в школах и общественных местах. Генеральный прокурор Роберт Кеннеди возбудил в четырёх штатах более 50 судебных дел в защиту избирательных прав цветных. Но директор ФБР Эдгар Гувер опасался коммунистического влияния среди чернокожих активистов и лично был настроен против Мартина Лютера Кинга. Он использовал служебные полномочия для дискредитации борцов за гражданские права.

## Государственное управление

### Администрация Эйзенхауэра (1953—1961 гг.)
Дуайт Эйзенхауэр, кандидат от республиканцев, был избран президентом в ноябре 1952 г. Он закончил Корейскую войну и, несмотря на жесткие позиции своего госсекретаря Джона Даллеса в продолжавшейся холодной войне в целом придерживался политики сдерживания, а не отбрасывания коммунизма. Во внутренней политике Эйзенхауэр усилил систему Social Security (пенсионного обслуживания) и сохранил прочие оставшиеся программы Нового курса. Используя налоги на бензин, Эйзенхауэр инициировал программу строительства национальных шоссейных дорог между штатами, значительно улучшив американскую транспортную инфраструктуру. Во время его правления экономика в целом процветала, пережив лишь однажды короткую рецессию 1958 г.. Уходя со своего поста, Эйзенхауэр предостерег нацию об усилении военно-промышленного комплекса.

### Администрация Кеннеди (1961—1963 гг.)

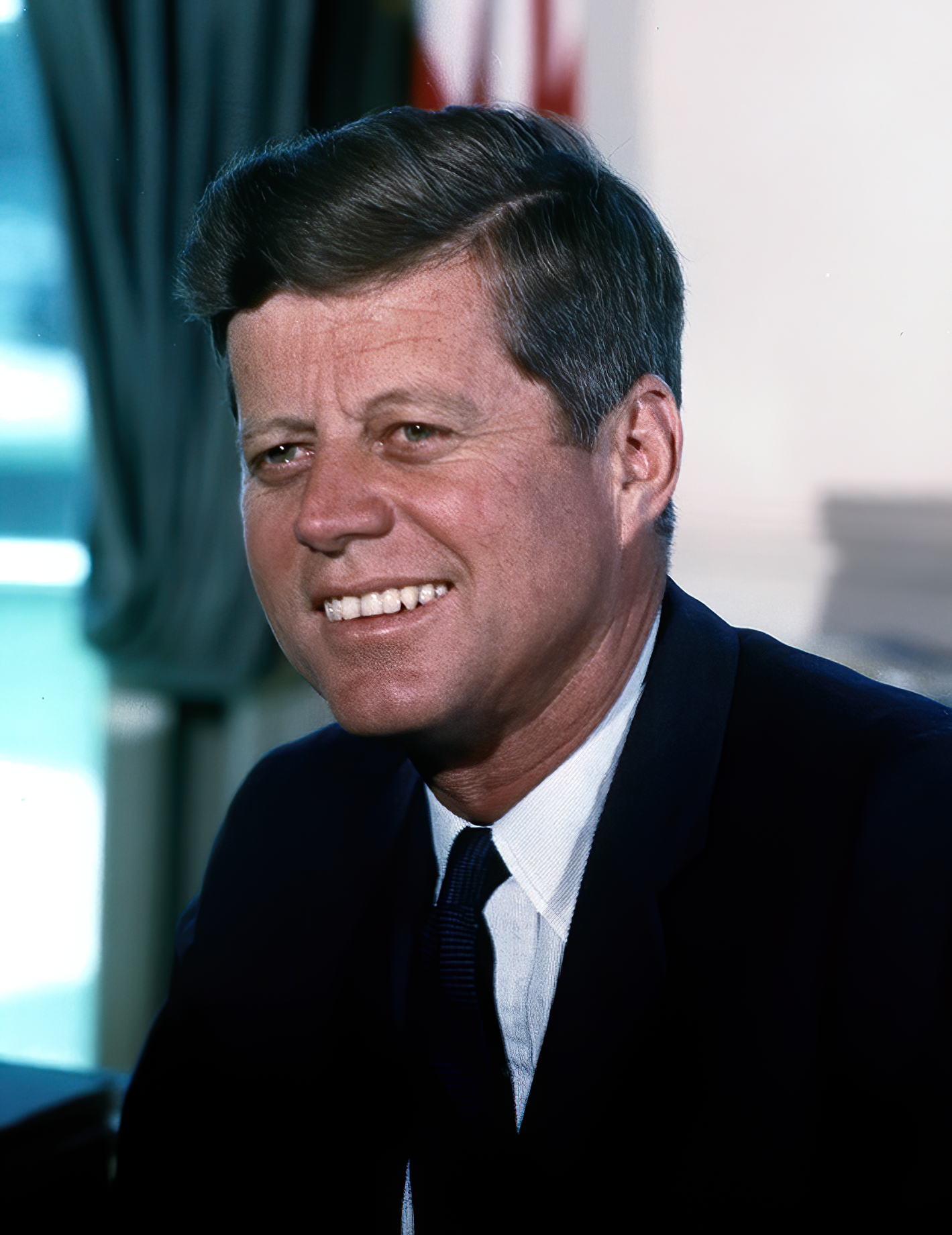
На выборах 1960 года Джон Фицджеральд Кеннеди был избран 35-м президентом США

На президентских выборах 1960 г. кандидат от республиканцев вице-президент Никсон проиграл демократу Джону Кеннеди, обещавшему Америке ликвидировать отставание США в космической гонке. Некоторые историки, впрочем, объясняют победу Кеннеди тем, что в эту эпоху из-за распространения материалистических взглядов количество протестантов в США понизилось и практически сравнялось с количеством католиков (Кеннеди принадлежал к влиятельной католической семье), которые ранее были религиозным меньшинством. Кроме того, Кеннеди первым широко использовал в избирательной кампании телевидение.
Во внутренней политике президент Кеннеди был либералом, а во внешней — консерватором. В апреле 1961 года послал войска на Кубу; он разделяет с советским лидером Хрущёвым ответственность за Карибский кризис. Но именно он в 1963 году начал «разрядку», подписав соглашения об ограничении ядерных испытаний. Консервативная коалиция в Конгрессе блокировала почти все его законодательные инициативы, и лишь движения за гражданские права несколько выиграли во время его правления. 22 ноября 1963 г. Кеннеди был убит в результате покушения Ли Харви Освальда, что шокировало весь мир и сделало его героем и мучеником.

### Администрация Джонсона (1963—1969 гг.)
После убийства Кеннеди его пост занял вице-президент Линдон Джонсон. Он инициировал проведение ряда либеральных законов о строительстве, как он называл, Великого общества и о гражданских правах, чем положил конец длительной эпохе расовой сегрегации в США. Эти меры обеспечили Джонсону победу над республиканцем Барри Голдуотером на президентских выборах 1964 г.
Во внешней политике Джонсон начал войну во Вьетнаме, что, в конце концов, сделало его непопулярным.